# Azèye
Azèye est une localité et une commune rurale du Niger, du département de Abalak, région de Tahoua.

## Géographie
Azèye est située à 52 km au sud du chef-lieu départemental Abalak.  
| Akoubounou | Abalak      |           |
| Ibohamane  | Azèye       | Gadabédji |
| Tabotaki   | Babankatami |           |

## Histoire
La commune rurale de Azèye est instaurée en 2002.

## Population
Lors du recensement général de 2012, la population communale est relevée à 60 145 habitants. La localité compte 950 habitants en 2012.

## Localités
La commune s'étend au sud du département d'Abalak sur 134 localités.

## Services et infrastructures
- Centre de Santé Intégré (CSI) à Chadawanka, d'Inkokane et Mayata[4].
- Collège d'enseignement général (CEG) à Azèye.